# Ernst Kummer
Ernst Kummer (alemany: Ernst Eduard Kummer)  (Sorau, 29 de gener de 1810 - Berlín, 14 de maig de 1893) va ser un matemàtic alemany.

## Biografia
Ernst Kummer va néixer a Sorau, a Brandenburg, que en aquell temps pertanyia a Prússia. El seu pare, Carl Gotthelf Kummer era un metge que va morir quan Ernst tan sols tenia tres anys i va ser educat per la seva mare. Va ser escolaritzat a l'institut de la seva vila natal i el 1828, quan va fer els divuit anys, va entrar a la Universitat de Halle per estudiar teologia protestant. Per fortuna, es va trobar amb Heinrich Scherk com professor de matemàtiques, qui va despertar el seu interès per aquesta matèria i li va dirigir la seva tesi doctoral el 1831.
En graduar-se, va estar un curs fent de professor a l'institut en el que havia estudiat a Sorau i, l'any següent, el 1832 va ser nomenat professor de l'institut de secundària de Liegnitz (actual Legnica a Polònia) on va romandre deu anys i on va tenir com alumnes Leopold Kronecker i Ferdinand Joachimsthal que també van esdevenir il·lustres matemàtics.
Kummer es casà per primera vegada el 1840 amb Ottilie Mendelssohn, filla de Nathan Mendelssohn i Henriette Itzig. Ottilie era la cosina de Rebecca Mendelssohn Bartholdy, germana del conegut músic i esposa del matemàtic Peter Gustav Lejeune Dirichlet. En morir Ottilie el 1848, es va tornar a casar amb Bertha Cauer, que era cosina d'Ottilie. En total, Kummer va tenir tretze fills. La seva filla Marie Kummer es casà amb el matemàtic Hermann Schwarz.
El 1842, amb el recolzament de Dirichlet i Jacobi, va ser nomenat professor titular de la universitat de Breslau (avui Wrocław, Polònia), càrrec que va mantenir fins al 1855, quan va esdevenir professor titular de matemàtiques a la universitat Frederic Guillem de Berlín. Durant el seu temps a Berlín, també va impartir classes a l'Escola Militar. Va ser famós per les seves classes amenes però rigoroses i per la seva proximitat i recolzament als alumnes.
Kummer es retirà de l'ensenyança i de les matemàtiques el 1890, i va morir tres anys més tard a Berlín.

## Contribucions a les matemàtiques
Kummer va realitzar diverses contribucions a les matemàtiques en diferents camps:
1. va desenvolupar la geometria diferencial de congruències
2. va introduir el nombres ideals en la teoria de dominis algebraics
3. va fer importants contribucions a l'aritmètica dels nombres algebraics
4. va fer treballs interessants en la cerca de la demostració del darrer teorema de Fermat

També aportà la Superfície  de Kummer, que s'origina prenent el quocient d'una varietat abeliana bidimensional pel grup cíclic {-1, 1} (un orbifold primerenc: té 16 punts singulars i la seva geometria s'estudià intensivament al segle xix).

### Kummer i el darrer teorema de Fermat
Segons afirma Eric Temple Bell, l'aritmètica moderna (posterior a Gauß) comença amb Kummer i l'origen de la teoria de Kummer és l'intent de demostrar el darrer teorema de Fermat, cosa que va aconseguir per a una classe considerable de nombres primers, que ell va anomenar nombres primers regulars. El seu mètode de treball era algorítmic i els seus descobriments es basaven en l'experiència de càlculs exhaustius; algunes de les seves taules revelen que l'abast dels seus càlculs anava més enllà del que qualsevol persona avui dia consideraria factible sense màquines de computació.

### Superfície de Kummer
El matemàtic alemany també va desenvolupar la superfície de Kummer, que és un cas especial de les superfícies K3 d'André Weil. Les superfícies K3 són les varietats de Calabi-Yau de dimensió dos, i han tingut un paper important a la teoria de cordes.